# Granville (Massachusetts)
Granville és una població dels Estats Units a l'estat de Massachusetts. Segons el cens del 2000 tenia 1.521 habitants.

## Demografia
Segons el cens del 2000, Granville tenia 1.521 habitants, 556 habitatges, i 409 famílies. La densitat de població era de 13,9 habitants/km².
Dels 556 habitatges en un 36,9% hi vivien nens de menys de 18 anys, en un 63,7% hi vivien parelles casades, en un 6,8% dones solteres, i en un 26,3% no eren unitats familiars. En el 20,9% dels habitatges hi vivien persones soles el 8,8% de les quals corresponia a persones de 65 anys o més que vivien soles. El nombre mitjà de persones vivint en cada habitatge era de 2,73 i el nombre mitjà de persones que vivien en cada família era de 3,19.
Per edats la població es repartia de la següent manera: un 27,6% tenia menys de 18 anys, un 4,9% entre 18 i 24, un 31,1% entre 25 i 44, un 25,4% de 45 a 60 i un 10,9% 65 anys o més.
L'edat mediana era de 39 anys. Per cada 100 dones de 18 o més anys hi havia 100,9 homes.
La renda mediana per habitatge era de 53.148 $ i la renda mediana per família de 59.219$. Els homes tenien una renda mediana de 42.273 $ mentre que les dones 30.380$. La renda per capita de la població era de 22.315$. Entorn de l'1,8% de les famílies i el 3,4% de la població estaven per davall del llindar de pobresa.